# Elecciones presidenciales de Chipre de 2013
Las elecciones presidenciales de Chipre de 2013 se llevaron a cabo en ese país el 17 de febrero de 2013.

## Sistema electoral
Con la finalización de la primera ronda, los dos candidatos presidenciales con las tasas más altas se van a una segunda vuelta de las elecciones presidenciales (no habrá segunda vuelta si un candidato supera el 50,00%). Una semana después será la segunda ronda, donde el ganador es el que obtenga el mayor porcentaje.

## Candidatos participantes
- Ioanni Lakis, de LASOK
- Praxoula Antoniades, por Demócratas Unidos
- Nikos Anastasiadis, por DISY y DIKO
- Giórgos Lillíkas, Independiente - Respaldado por EDEK
- Loukas André-Stylianou, Independiente
- Stávros Malás, por AKEL
- Lucas Stavrou, por EDIK
- Georges Charalambous, por ELAM
- Solon Gregory, Independiente
- Costas Kyriacou, Independiente
- Andreas Efstratiou, Independiente

## Resultados
| Candidato | 1.ª vuelta | 1.ª vuelta | 2.ª vuelta | 2.ª vuelta |
| Candidato | Votos      | %          | Votos      | %          |
| --- | ---------- | ---------- | ---------- | ---------- |
| Nikos Anastasiadis                                                                                                | 200.591    | 45,46      | 236.965    | 57,48      |
| Stávros Malás | 118.755    | 26,91      | 175.267    | 42,52      |
| Giórgos Lillíkas                                                                                                  | 109.996    | 24,93      |            |            |
| Georges Charalambous                                                                                              | 3.899      | 0,88       |            |            |
| Praxoula Antoniades                                                                                               | 2.678      | 0,61       |            |            |
| Loukas André-Stylianou                                                                                            | 1.898      | 0,43       |            |            |
| Ioanni Lakis | 1.278      | 0,29       |            |            |
| Solon Gregory | 792        | 0,18       |            |            |
| Costas Kyriacou                                                                                                   | 722        | 0,16       |            |            |
| Andreas Efstratiou                                                                                                | 434        | 0,10       |            |            |
| Lucas Stavrou | 213        | 0,05       |            |            |
| En blanco | 4.459      | 0,98       | 18.040     | 4,05       |
| Nulos | 7.819      | 1,73       | 14.737     | 3,31       |
| Votación válida                                                                                                   | 441.256    | 100,00     | 412.232    | 100.00     |
| Αbstención | 91.957     | 16,86      | 100.484    | 18,42      |
| Padrón electoral                                                                                                  | 545.491    | 83,14      | 545.493    | 92,63      |
| Fuente: Υπηρεσία Εκλογών Υπουργείου Εσωτερικών Archivado el 4 de marzo de 2016 en Wayback Machine. (Preliminares) |            |            |            |            |